# Fredrik Backman
Carl Fredrik Backman (Brännkyrka, Estocolmo, 2 de junio de 1981) es un escritor, columnista y bloguero sueco.
En 2012 escribió columnas semanales para el diario Metro y entre abril de 2010 y mayo de 2015 publicó un blog para la revista Café Magazine. En 2012 debutó como escritor publicando dos novelas: Un hombre llamado Ove (En man som heter Ove)  y Cosas que mi hijo necesita saber sobre el mundo (Saker min son behöver veta om världen).

## Biografía
Backman creció en Helsingborg. Cursó estudios de Religiones Comparadas, pero interrumpió sus estudios y se hizo camionero, antes de dedicarse a partir de 2006 a escribir unos blogs para diferentes periódicos suecos. En la primavera de 2007, trabajó en Moore Magazine en Estocolmo. Un año y medio después comenzó a trabajar por cuenta propia. En 2012, Backman fue uno de los columnistas del periódico Metro, y para el blog Café Magazine antes de independizarse como bloguero en 2015.

## Blogs
Ha escrito en un blog sobre los preparativos de su boda en "Bröllopsbloggen" y sobre convertirse en padre en su propio blog “El padre de alguien”. Se casó en 2009 y se convirtió en padre al año siguiente.
En el sitio web de Café Magazine, escribió el "Blog olímpico" durante los Juegos Olímpicos de Invierno de 2010. Continuó después de las Olimpiadas, escribiendo un blog en ese sitio web de forma permanente. El 3 de mayo de 2015, escribió una publicación final en el blog Café y creó su blog independiente.

## Novelas
Backman debutó como escritor en 2012 con dos libros Un hombre llamado Ove y Cosas que mi hijo necesita saber sobre el mundo, siendo su primera novela un éxito en ventas en Suecia, éxito confirmado también en el exterior. Traducida en más de 25 idiomas, alcanzó el primer lugar en la lista de libros más vendidos de The New York Times en noviembre en 2016.
- En man som heter Ove  (2012) Un hombre llamado Ove (2014) (Grijalbo - 9788425351549)
- Saker min son behöver veta om världen (2012) (Cosas que mi hijo necesita saber sobre el mundo)
- Min mormor hälsar och säger förlåt (2013)
- Britt-Marie var här (2014) (Britt-Marie estuvo aquí)
- Björnstad (2016), primer libro de la trilogía Björnstad; publicado en español bajo el título Beartown por HarperCollins Español (2023)
- Och varje morgon blir vägen hem längre och längre (2017)
- Ditt livs affär (2017)
- Vi mot er (2017), segundo libro de la trilogía Björnstad; publicado en español bajo el título Nosotros contra todos por HarperCollins Español (2023)
- Folk med ångest (2019) Gente ansiosa (2022) (HarperCollins)
- Vinnarna (2021), tercer libro de la trilogía Björnstad; publicado en español bajo el título Los ganadores por HarperCollins Español (2025)

## Cine y televisión
El 25 de diciembre de 2015 se estrenó la película sueca Un hombre llamado Ove basada en la homónima novela de Backman. La película dirigida por Hannes Holm, fue galardonada en 2016 como mejor comedia europea en los Premios de Cine Europeo, entre otros premios.
Otra novela Björnstad (Beartown) ha sido adaptada para una serie televisiva de HBO Nordic.